# 成公英
成公英（？—？），複姓成公，表字不詳，金城人，東漢末群雄韓遂的信任將領。韓遂在潼關之戰失敗後，逃到湟中，部眾四散，唯獨成公英跟隨。後來韓遂逝世，而成為曹魏的將領。

## 生平

### 追隨輔主
漢靈帝中平末年時，成公英開始跟隨韓遂，並成為心腹。建安十六年（211年），馬超與韓遂反抗曹操，但韓遂在華陰被打敗，逃到湟中，部眾四散，只有成公英跟隨。當時韓遂女婿閻行意圖殺死韓遂投降，於是乘夜攻擊韓遂，但失敗。韓遂極為失意，向成公英表示自己打算逃到蜀地，投靠劉備。但成公英反對，認為不應放棄韓遂建立多年的基地而投靠他人，建議韓遂投靠羌人，等待機會捲土重來。韓遂聽從，連同數千名追隨者投靠羌人，由於韓遂曾經有恩於羌人，所以得到羌人的保護。後來夏侯淵回漢中，留下閻行，成公英於是結集羌胡兵眾數萬人攻打閻行，閻行不敵，有意撤退；此時韓遂逝世，成公英唯有投降曹操。

### 忠義盡節
曹操見到成公英後十分高興，任命他為軍師，封列侯。有次成公英隨曹操狩獵，有三隻鹿經過，成公英發連三箭皆中，三隻鹿應聲倒下，曹操問：「但韓文約可為盡節，而孤獨不可乎？（你可以為韓遂盡忠，而不可以為我盡忠？）」成公英下馬跪著說：「不欺明公。假使英本主人在，實不來此也。（實不相瞞，如果韓遂還在，我絕對不會在這裏。）」然後痛哭。曹操欣賞他對舊主情切。對他十分親敬。延康與黃初年間，河西諸郡有叛亂，朝廷派兵討伐，命令成公英到涼州幫助討伐，並曾任涼州刺史張既的參軍，大敗作亂的胡兵。後來病死。

## 評價
- 魚豢《魏略》：“公嘉其敦旧，遂亲敬之。”